# Tan Eng Yoon
Tan Eng Yoon (9 januari 1928 - Singapore, 30 januari 2010) was een Singaporees atleet.

## Loopbaan
Tan Eng Yoon vertegenwoordigde Singapore op de Olympische Spelen 1956 in Melbourne bij het hink-stap-springen en op de 100 m sprint. In 1959 won hij voor Singapore de eerste medaille op de Zuidoost-Aziatische Spelen op de 400 m horden. Hij won toen ook een gouden medaille bij het hink-stap-springen. Hij was nationaal recordhouder hink-stap-springen voor niet minder dan 32 jaar.
Na zijn actieve carrière werd Tan Eng Yoon coach en nadien secretaris-generaal van de Singaporese voetbalbond. Hij overleed in januari 2010 door een verkeersongeval, waarbij hij op weg naar de kerk bij het oversteken door een auto werd aangereden.

## Titel
- Zuidoost-Aziatisch kampioen hink-stap-springen - 1959

## Persoonlijk record
Outdoor
| Onderdeel          | Prestatie    | Datum | Plaats |
| ------------------ | ------------ | ----- | ------ |
| hink-stap-springen | 15,12 m (NR) | 1955  |        |

- Virtual International Authority File: 315200093